# 1126
El 1126 (MCXXVI) fou un any comú començat en divendres.

## Esdeveniments
- Alfons VII coronat rei de Castella

## Naixements
- Averrois, metge i filòsof

## Necrològiques
- Saldaña, Palència: Urraca I de Lleó, reina de Lleó i de Castella (n. 1081).[1]